# Singuraticul George

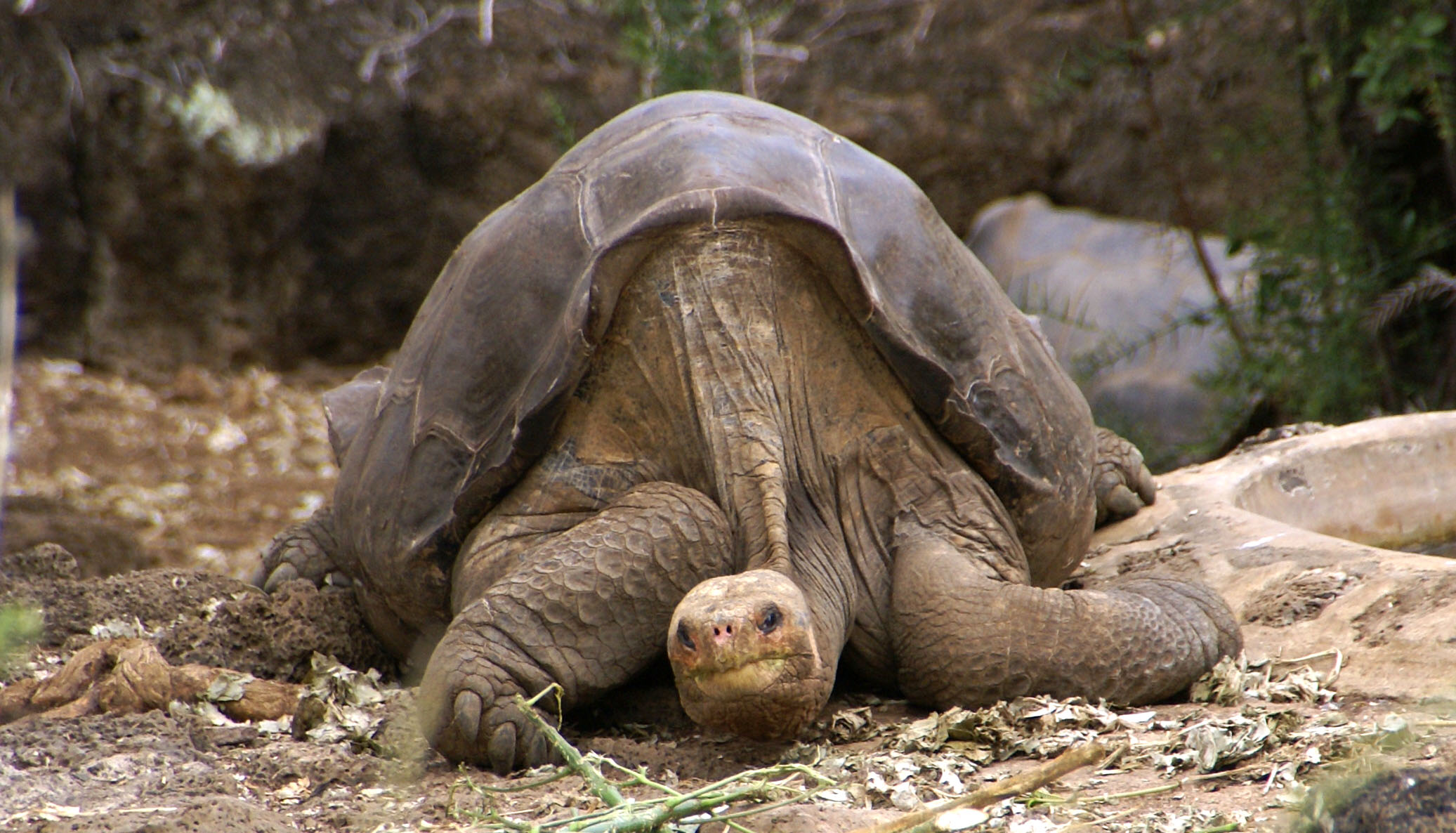
Singuraticul George

Singuraticul George a fost un mascul de țestoasă uriașă din Arhipelagul Galapagos. Acesta face parte din specia de țestoasă de Pinta și este singurul exemplar al acestei specii care rămăsese în viață, după ce toate exemplarele au fost exterminate de pirații și marinarii ajunși în Galapagos. Nu este singura specie de țestoasă de Galapagos care a fost afectată din această cauză, două specii dispărând complet.
„George, care în 36 de ani de captivitate pe insula Pinta nu și-a arătat interesul în a se reproduce, și-a uimit îngrijitorii după ce s-a împerecheat cu una dintre cele două femele din rezervație care fac parte dintr-o specie similară. Îngrijitorii au găsit un cuib cu mai multe ouă în țarcul lui George și au pus trei dintre acestea în incubatoare. Va dura aproximativ patru luni pentru a afla dacă în ouă se află puii lui George.”
Conform declarației celor implicați, chiar dacă ouăle sunt fertile și țestoasele născute vor supraviețui, va dura câteva generații pentru a avea o specie de țestoase Pinta, chiar secole.
Singuraticul George, în vârstă de aproximativ 100 de ani când a decedat în 2012, este considerat de mulți oameni de știință ca fiind cea mai rară creatură de pe Pământ și un simbol al conservării.  Astăzi este dispărut de cca 8 ani.